# 石ヶ瀬川の戦い
石ヶ瀬川の戦い（いしがせがわのたたかい）は、永禄元年（1558年）から永禄4年（1561年）にかけて、尾張国で行われた合戦。場所は現在の愛知県大府市と同県知多郡東浦町の境界付近で、3度にわたり戦闘が行われた。

## 概要
戦国時代、尾張国は織田信長の支配下にあった。
しかし永禄年間になると駿河の今川義元の勢力が尾張国にも及び、永禄元年（1558年）から永禄4年（1561年）にかけて、織田信長と今川義元、そして織田氏と連合する水野信元と今川勢の松平元康（後の徳川家康）が石ヶ瀬川を挟んで衝突した。
永禄3年（1560年）に桶狭間の戦いで今川義元が敗れると、織田・水野氏は松平元康と和睦した。